# Bengt Åkerlund
Bengt Herbert Åkerlund, född 1 april 1944 i Uppsala, död 23 juni 1984 i Stora Kopparbergs församling, Kopparbergs län, var en svensk antikvarie. 
Åkerlund, som var son till eldaren Herbert Åkerlund och kontorsbiträdet Karin Janson, blev filosofie kandidat i konstvetenskap vid Stockholms universitet 1969, studerade vid universitetet i Utrecht 1969–1970, vid universitetet i Gent vårterminen 1972, vid Kungliga Konsthögskolans arkitekturskola 1971–1972 och vid Nordiska institutet för samhällsplanering 1975. Han var extra amanuens vid länsmuseet i Linköping periodvis 1970–1973, blev antikvarie vid Riksantikvarieämbetet 1973, tillförordnad länsantikvarie i Östergötlands län 1976, länsantikvarie i Kopparbergs län 1977 och var biträdande länsantikvarie i Uppsala län från 1983. Åkerlund är gravsatt på Uppsala gamla kyrkogård.